# Steal This Album!
Steal This Album! (укр. «Вкради Цей Альбом!») — альбом гурту System of a Down. Продюсований Ріком Рабіном і Дароном Малакяном, альбом був записаний в середині 2002 року і випущений American Recordings 26 листопада 2002.

## Назва
Матеріал для нового альбому був майже готовий, коли музиканти дізналися, що він виплив десь в інтернеті практично у повному обсязі. Без настрою гурт звів альбом на чистовик і саме тоді затвердив назву Steal This Album! (вкрадіть цей альбом).

## Треки
Всі пісні написали Серж Танкян і Дарон Малакян, крім позначених.
1. «Chic 'N' Stu» — 2:23
2. «Innervision» — 2:33
3. «Bubbles» — 1:56
4. «Boom!» — 2:14
5. «Nüguns» — 2:30
6. «A.D.D.» (American Dream Denial) — 3:17
7. «Mr. Jack» — 4:09
8. «I-E-A-I-A-I-O»  (Танкян, Долмаян, Одадж'ян, Малакян)  — 3:08
9. «36» — 0:46
10. «Pictures» — 2:06
11. «Highway Song» — 3:13
12. «Fuck the System» — 2:12
13. «Ego Brain» — 3:21
14. «Thetawaves» — 2:36
15. «Roulette» — 3:21
16. «Streamline» — 3:37

## Чарти
| Чарт (2002—2003)                                     | Найвища позиція |
| ---------------------------------------------------- | --------------- |
| Австралія Australian Albums (ARIA)                   | 11              |
| Австрія Austrian Albums (Ö3 Austria)                 | 24              |
| Бельгія Belgian Albums (Ultratop Wallonia)           | 38              |
| Нідерланди Dutch Albums (MegaCharts)                 | 41              |
| Фінляндія Finnish Albums (Suomen virallinen lista)   | 25              |
| Франція French Albums (SNEP)                         | 34              |
| Німеччина German Albums (Offizielle Top 100)         | 14              |
| Ірландія Irish Albums (IRMA)                         | 47              |
| Італія Italian Albums (FIMI)                         | 45              |
| Italian Albums (Musica e Dischi)                     | 50              |
| Нова Зеландія New Zealand Albums (Recorded Music NZ) | 26              |
| Норвегія Norwegian Albums (VG-lista)                 | 36              |
| Шотландія Scottish Albums (OCC)                      | 49              |
| Швеція Swedish Albums (Sverigetopplistan)            | 41              |
| Швейцарія Swiss Albums (Schweizer Hitparade)         | 25              |
| Велика Британія UK Albums (OCC)                      | 56              |
| США Billboard 200                                    | 15              |

| Чарт (2002)                                     | Позиція |
| ----------------------------------------------- | ------- |
| Canadian Albums (Nielsen SoundScan)             | 143     |
| Canadian Alternative Albums (Nielsen SoundScan) | 46      |
| Canadian Metal Albums (Nielsen SoundScan)       | 23      |

| Чарт (2003)      | Позиція |
| ---------------- | ------- |
| US Billboard 200 | 74      |

| Рік  | Сингл         | Чарт                   | Позиція |
| ---- | ------------- | ---------------------- | ------- |
| 2002 | «Innervision» | Mainstream Rock Tracks | 14      |
| 2002 | «Innervision» | Modern Rock Tracks     | 12      |

## Сертифікації
| Регіон | Сертифікація | Продажі    |
| --- | ------------ | ---------- |
| Австралія (ARIA)                                                                                                 | Золотий      | 35 000^    |
| Фінляндія (IFPI Finland)                                                                                         | Золотий      | 15,886     |
| Німеччина (BVMI)                                                                                                 | Золотий      | 150 000    |
| Італія (FIMI) | Золотий      | 25 000     |
| Нова Зеландія (RIANZ)                                                                                            | Золотий      | 7500^      |
| Велика Британія (BPI)                                                                                            | Золотий      | 100 000^   |
| США (RIAA) | Платиновий   | 1 000 000^ |
| ^відвантаження, що базуються лише на сертифікаціях · продажі+прослуховування, що базуються лише на сертифікаціях |              |            |